# جان پوپ (افسر نظامی)
جان پوپ (انگلیسی: John Pope; ۱۶ مارس ۱۸۲۲ – ۲۳ سپتامبر ۱۸۹۲) فرد نظامی اهل ایالات متحده آمریکا بود.